# Julio César Ribas
Julio César Ribas Vlacovich (Rivera, 8 gennaio 1957) è un allenatore di calcio ed ex calciatore uruguaiano, di ruolo centrocampista, tecnico del River Plate (M).
È il padre di Sebastián Ribas, a sua volta calciatore. È stato anche direttore sportivo del FC Cartagena.

## Palmarès

### Giocatore

#### Competizioni nazionali
- Segunda División Profesional de Uruguay: 1

Bella Vista: 1976
- Campionato uruguaiano: 2

Nacional: 1977
Bella Vista: 1990

#### Competizioni internazionali
- Coppa Libertadores: 1

Nacional: 1988
- Coppa Intercontinentale: 1

Nacional: 1988
- Coppa Interamericana: 1

Nacional: 1988

### Allenatore

#### Competizioni giovanili
- Torneo di Viareggio: 1

Juventud: 2006

#### Competizioni nazionali
- Segunda División Profesional de Uruguay: 1

Bella Vista: 1997
- Campionato uruguaiano: 2

Penarol: 1999, 2009-2010
- Gibraltar Premier Division: 1

Lincoln Red Imps: 2015-2016